# Kaleköy

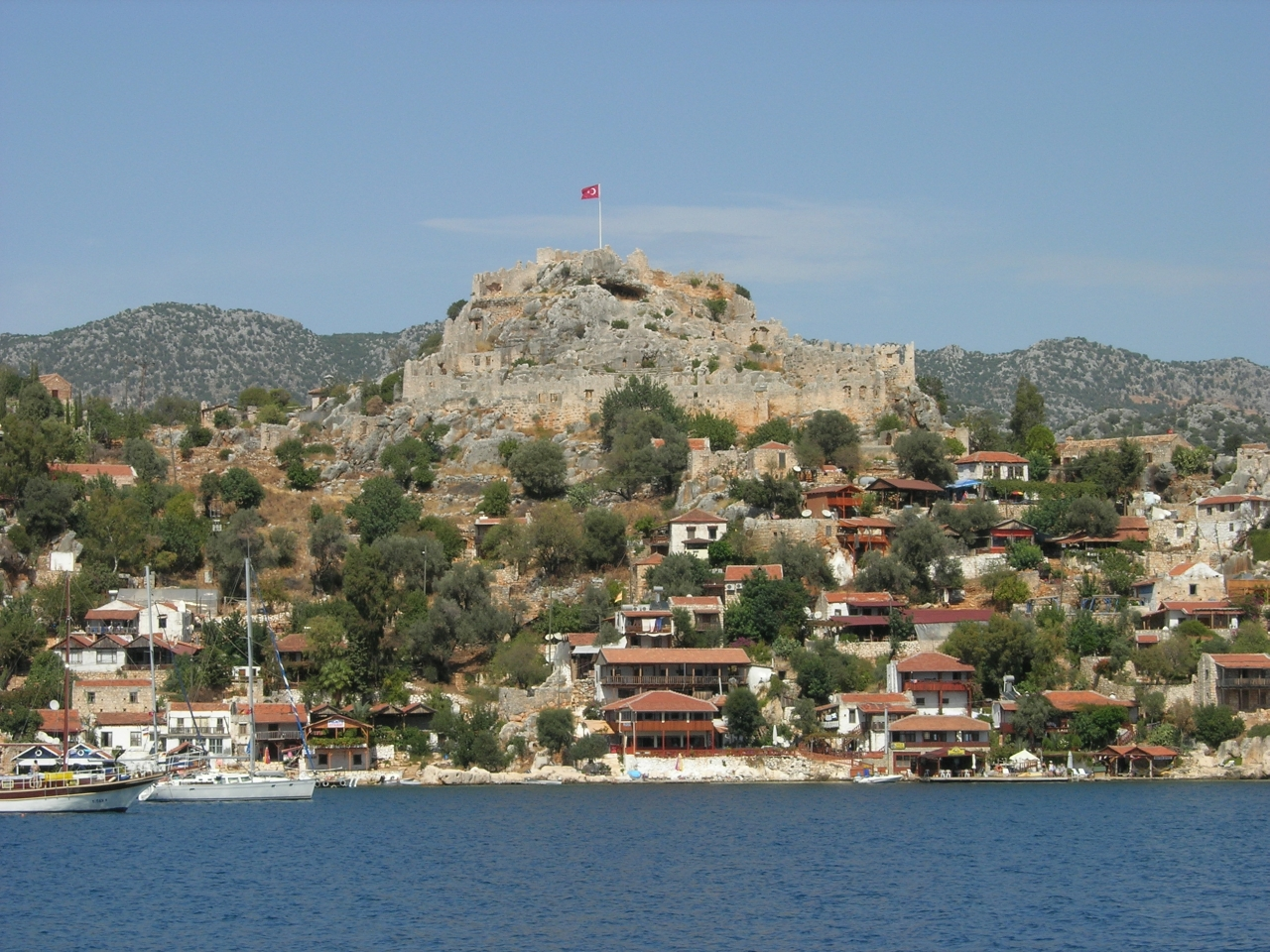
Widok na miejscowość od strony morza

Kaleköy (dosł. „Zamkowa Wieś”; gr.: Simena) – wieś w Turcji opodal miasta Kaş, położona między Kaş a Kale, na wybrzeżu Morza Śródziemnego, naprzeciwko wyspy Kekova, dostępna jedynie od strony morza.
Grecka nazwa Simena pierwotnie odnosiła się do miasta podzielonego na dwie części: leżącej w miejscu obecnej wsi rybackiej (już wtedy nazywaną "wsią zamkową") oraz części położonej na wyspie Kekova. Część lądowa uległa częściowemu zatopieniu wskutek trzęsienia ziemi w II wieku n.e.
Znajduje się tam częściowo zatopione cmentarzysko (nekropolia) z czasów bizantyjskich. Dostęp do wsi od strony lądu zamyka górujący nad nią bizantyjski zamek, wybudowany w średniowieczu dla obrony przed piratami, działającymi z wyspy Kekova. Obecnie mieści się tam niewielki teatr. Zabudowa wsi jest zabytkowa, część zabudowań ma rodowód starożytny, a część średniowieczny.
Miejscowość jest częstym celem wycieczek jachtowych.